# Tholian
De Tholians zijn een fictief ras uit het Star Trek-universum. De Tholiaanse natie bestaat uit de Tholiaanse Assemblee, dat gelegen is in het alfakwadrant, dicht bij de locatie van de Cardassiaanse Unie en de Badlands.

## Anatomie en cultuur
De Tholians zien er, in tegenstelling tot de meeste andere rassen in Star Trek, totaal niet menselijk uit. Hun lichaam bestaat uit een kristalachtige stof. Verder hebben ze twee armen en zes benen en gedijen ze prima in temperaturen van rond de 200 °C. Ze kunnen niet overleven in temperaturen onder de (circa 100 °C), omdat hun lichaam dan in kleine kristalsplinters uiteen spat. Iedere Tholian heeft zowel mannelijke als vrouwelijke geslachtsorganen. Hun spraak is ook onmenselijk en bestaat uit een opeenvolging van schil geluid en geklik. Daardoor is het ook moeilijk te vertalen voor de universele vertaler.

## Technologie
Bijzonder aan de schepen van de Tholians is dat ze, als er meerdere schepen worden gebruikt, allemaal een soort energieveld kunnen produceren dat ieder schip in het midden ervan energie zal ontnemen, waardoor het minder weerbaar wordt. Hoe meer schepen worden gebruikt, hoe sneller dit gaat.
Een ander kenmerk van Tholiaanse techniek is dat ze veel onderzoek lijken te doen naar de relatie tussen ruimte en tijd. Als er ergens een gebeurtenis plaatsvindt waarbij verstoringen in het ruimtetijdscontinuüm plaatsvinden, zullen de Tholians indien mogelijk aanwezig zijn om onderzoek te doen, met als doel er uiteindelijk zelf beter van te worden.

## Geschiedenis
- In 2152 vond het eerste contact tussen Tholians en mensen plaats, omdat ze, als spelers in de Temporale Koude Oorlog, een ruimteschip in het bezit van de USS Enterprise NX-01 wilden bemachtigen. Ze stonden hiermee tegenover de Suliban, die hetzelfde wilden.
- In 2268 viel een Tholiaanse officier de USS Enterprise NCC-1701 aan, omdat zij tijdens hun onderzoek naar de verdwijning van de USS Defiant NCC-1764 de Tholiaanse grens overschreden.
- in 2353 vielen de Tholians een basis van de Verenigde Federatie van Planeten aan, waarbij de gehele bemanning met uitzondering van de vader van William Riker omkwam.
- In 2372 was een Tholian aanwezig bij een conferentie in Antwerpen, toen er een bom afging die de conferentiehal vernietigde. Kort daarna sloten zij een niet-aanvalsverdrag met de Dominion.

Het Tholiaanse rijk bestaat ook in het spiegeluniversum. Zo zijn zij verantwoordelijk voor de verdwijning van de Defiant in de 23e eeuw. De Enterprise met een tegenhanger van kapitein Jonathan Archer als gezagvoerder eist het schip in dat universum op.
De Tholians komen ook veel voor in niet-officiële (fan)sites, boeken, stripboeken en spellen.

## Afleveringen
In de volgende afleveringen van de verschillende televisieseries van Star Trek komen de Tholians voor:
- Star Trek: The Original Series:

The Tholian Web
- Star Trek: Enterprise:

Future Tense
In a Mirror, Darkly, Part 1
In a Mirror, Darkly, Part 2